# Класифікація рослинності
Класифікація рослинності (синтаксономія) — розділ геоботаніки, основним змістом котрого є теорія і практика виділення умовно однорідних типів (фітоценонів) рослинних угруповань з фітоценотичного континуума, а також їх субординації в синтаксономічну ієрархію.